# 역주행

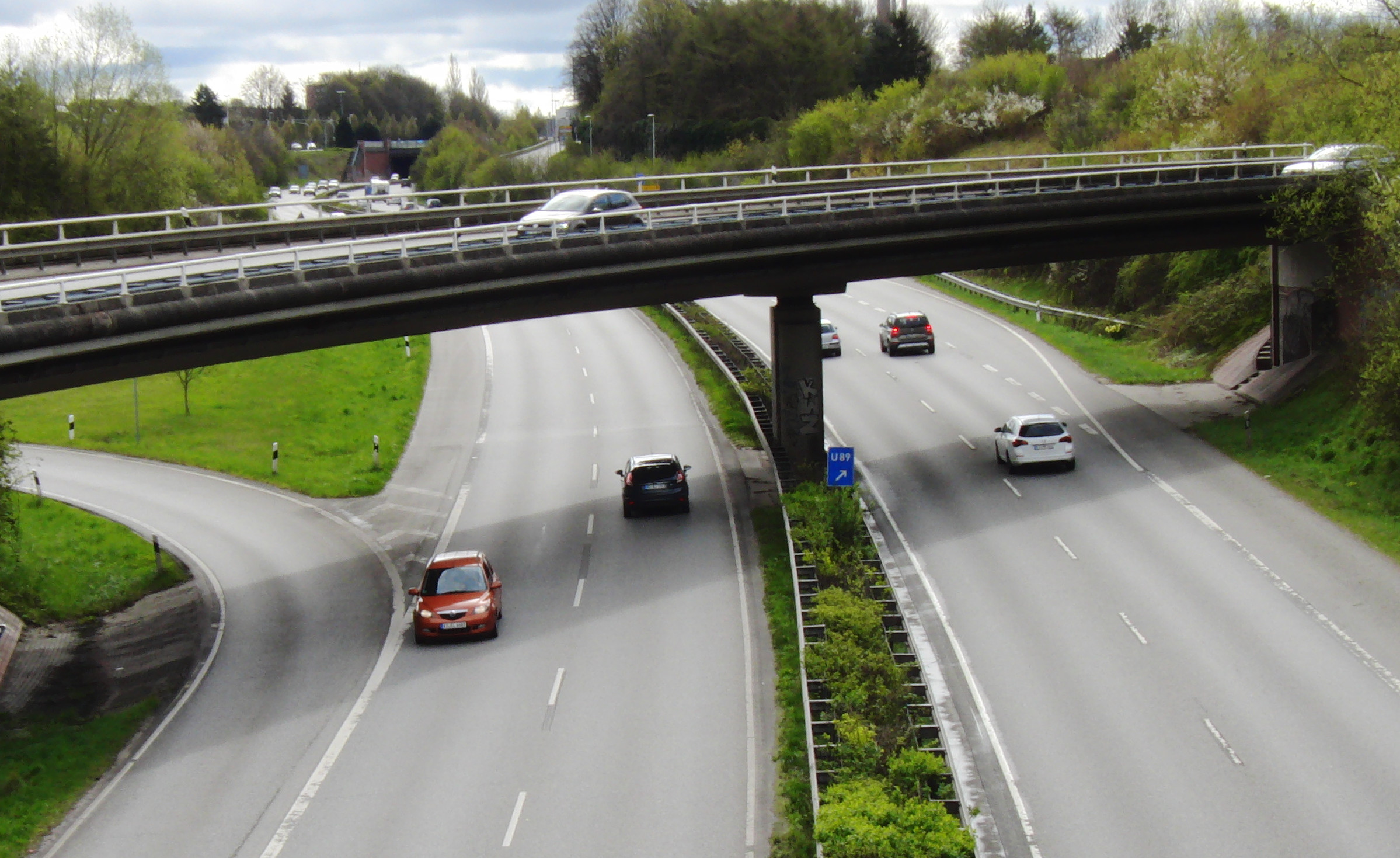
독일에서 역주행인 차 (2017년)

역주행(逆走行)은 도로나 주차장 등에서 자동차의 지정된 진행 방향과 반대 방향으로 운전하는 것을 말한다.
역주행은 고속도로와 일방 통행 도로 등의 도로뿐 아니라 진행 방향이 정해진 주차장에서도 발생하고 있다. 운전자의 부주의로 인한 사고가 많지만, 도로 자체의 구조와 안내 표지와 표시의 미비 등 시설 측의 문제가 원인이 될 수 있다. 또한 우측통행 국가 출신의 운전자가 좌측 통행 국가에서 운전할 때 역주행하여 사고를 내는 경우도 있다.
역주행 사고는 특히 중앙 분리대가 있는 고속도로에서 심각한 문제가 되고 있다. 이러한 도로에서 발생한 역주행 사고의 대부분이 고속으로 정면 충돌하며, 이로 인해 사상자가 발생하는 중대사고로 이어지기도 한다. 미국에서는 연평균 355명이 고속도로에서 정면 충돌에 의한 역주행 사고로 사망한다.